# Sommarnejlika
Sommarnejlika (Dianthus chinensis) L. är en perenn art i familjen nejlikväxter.

## Beskrivning
Sommarnejlika  är vanligtvis 20 – 35 cm hög. I enstaka fall kan den bli ända till 60 cm hög.
Blommorna är vita, rosa eller röda. Blommar från tidig vår till sen höst.
De grågröna bladen har aläta kanter och sitter två och två på stjälken. De är 3 – 5 cm långa och 2 – 4 mm breda.
Fröna är svarta och formade som tillplattade klot.
Bildar lätt hybrider med många arter, t ex
- Dianthus × cincinnatus
- Dianthus × hendersonianus Paxton, 1848
- Dianthus × isensis Hirahata & Kitam., 1962
- Dianthus × nigritus Hirahata & Kitam., 1962

Kromosomtal 2n = 30.

## Underarter
Följande växter ansågs ursprungligen vara underarter, men har senare omklassats som synonymer till Dianthus chinensis (Sommarnejlika).
- Dianthus chinensis f. albiflorus T.B.Lee, 1966.
- Dianthus chinensis f. albiflorus Y.N.Lee, 2004, nom. superfl.
- Dianthus chinensis f. ignescens (Nakai) Kitag., 1959.
- Dianthus chinensis ssp. paracampestris Vorosch., 1978.
- Dianthus chinensis ssp. reflexus Vorosch., 1978.
- Dianthus chinensis ssp. versicolor (Fisch. ex Link) Vorosch. 1985.
- Dianthus chinensis var. amurensis (Nikolaus Joseph von Jacquin) Kitag., 1979.
- Dianthus chinensis var. dentosus (Fisch. ex Rchb.) Debeaux, 1876.
- Dianthus chinensis var. ignescens Nakai, 1935.
- Dianthus chinensis var. jingpoensis G.Y.Zhang & X.Y.Yuan, 1998, nom. inval.
- Dianthus chinensis var. liaotungensis Y.C.Chu, 1975.
- Dianthus chinensis var. longisquama Nakai & Kitag., 1934.
- Dianthus chinensis var. macrosepalus Franch. ex L.H.Bailey, 1900.
- Dianthus chinensis var. morii (Nakai) Y.C.Chu, 1975.
- Dianthus chinensis var. semperflorens Makino, 1917.
- Dianthus chinensis var. serpens Y.N.Lee, 2004.
- Dianthus chinensis var. shandongensis J.X.Li & F.Q.Zhou, 2001.
- Dianthus chinensis var. subulifolius (Kitag.) Ma, 1979.
- Dianthus chinensis var. sylvaticus W.D.J.Koch, 1835.
- Dianthus chinensis var. trinervis D.Q.Lu, 1995.
- Dianthus chinensis var. versicolor (Fisch. ex Link) Ma, 1979.
- Dianthus collinus var. ruthenicus Fisch., 1808, nom. inval.
- Dianthus sequieri var. dentosus (Fisch. ex Rchb.) Franch., 1884
- Dianthus subulifolius f. leucopetalus Kitag., 1935
- Dianthus versicolor f. leucopetalus (Kitag.) Y.C.Chu
- Dianthus versicolor var. ninelli Peschkova, 1979
- Dianthus versicolor var. subulifolius (Kitag.) Y.C.Chu, 1975

## Habitat
Kina, Korea, Kazakhstan, Mongoliet och östra Ryssland.

## Biotop
Ängsmark och gles skog. Mycket soligt och god tillgång till fukt i jorden.

## Angripare[1]
Sommarnejlika kan angripas av:
- 5 mm stora gröna, gula eller bruna steklar. De håller till i små blomknoppar och äter på dem. Orsakar små ljusgröna fläckar.

- Pillerbaggar och snäckor. De håller till på undersidan av bladen och fläckar dem.

- Larver från familjen  Aphrophora. De äter på växten. För att skydda sig utsöndrar larverna ett skum kring sig.

## Användning
Prydnadsväxt i trädgårdar. En mångfald av förädlade varianter förekommer.

## Bilder

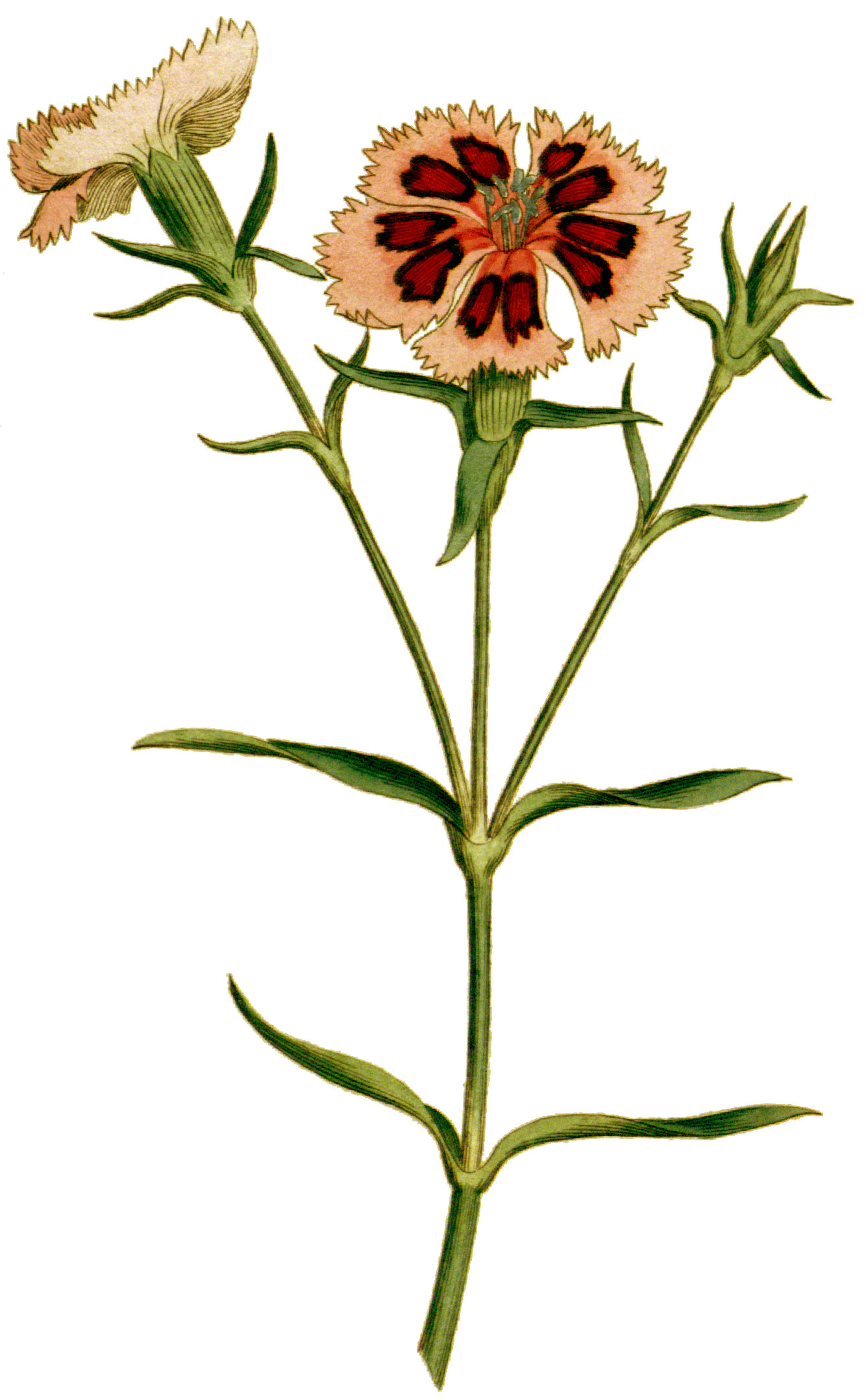
(1787)
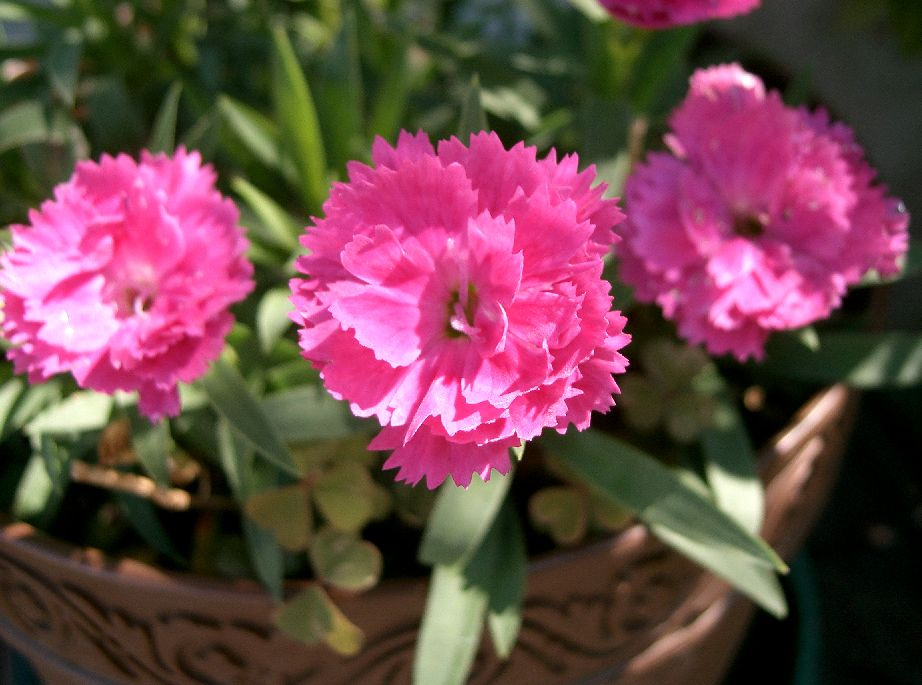
Dianthus chinensis var senperflorens
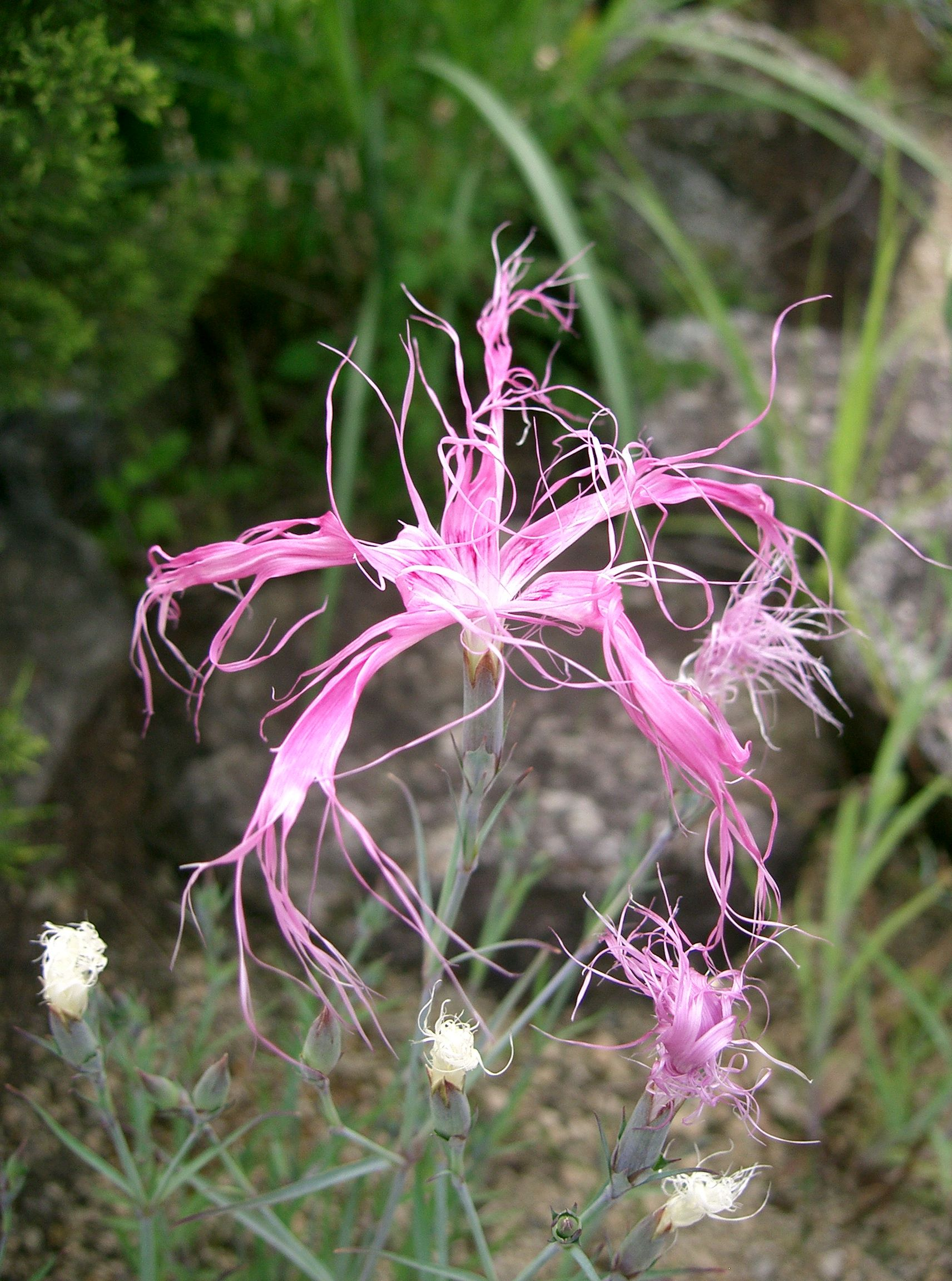
Dianthus × isensis
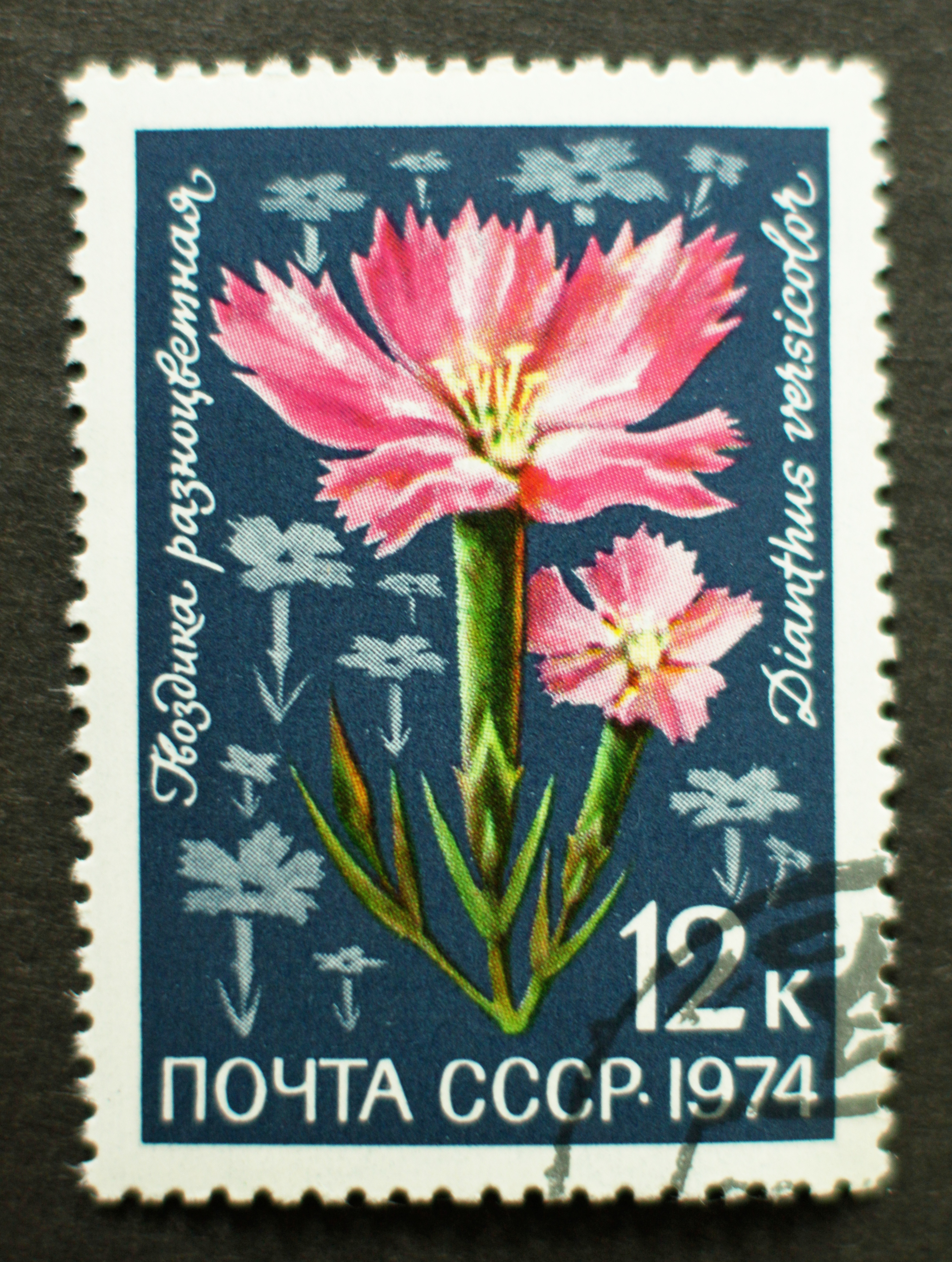
Ryskt frimärke med Dianthus versicolor (synonym till Dianthus chinensis)

## Etymologi
- Släktnamnet Dianthus kommer av grekiska Dias (ett alternativt namn på guden Zeus) + anthos (blomma). Betydelsen blir alltså Zeus blomma. Detta var namnet på en växt i antiken redan 300 år före vår tideräkning.

- Artnamnet chiensis är latin och betyder kinesisk.